# کاسه‌کوزه

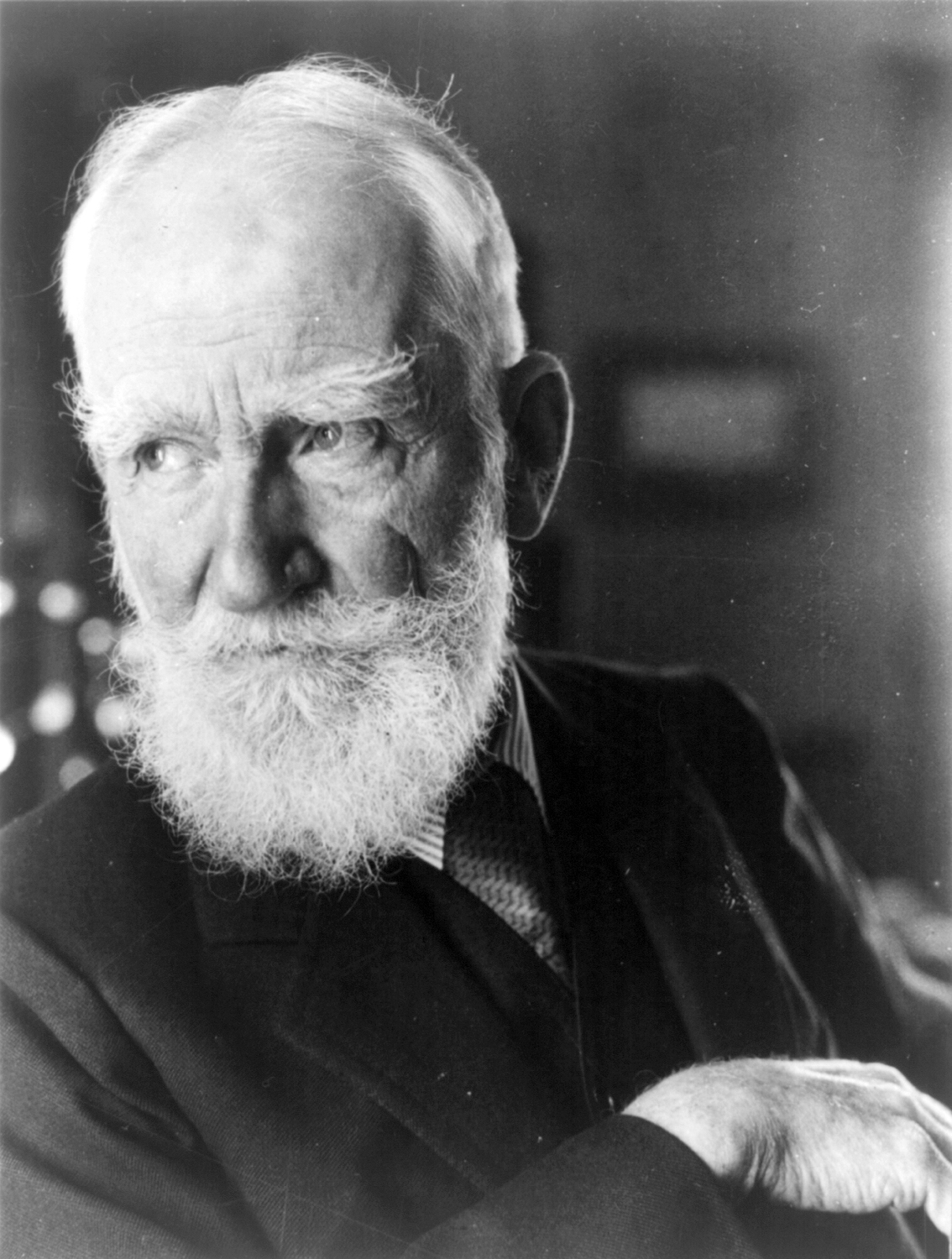
جورج برنارد شاو ، نویسنده نمایشنامه کاسه کوزه (گاری سیب)

کاسه‌کوزه (گاری سیب) یک کمدی سیاسی (به انگلیسی : The Apple Cart: A Political Extravaganza ) نمایشنامه‌ای از جورج برنارد شاو است که در سال ۱۹۲۸ منتشر شد. این اثر یک کمدی طنز درباره چند فلسفه سیاسی است که توسط شخصیت‌ها، اغلب در مونولوگ‌های طولانی، توضیح داده می‌شود. داستان دربارۀ پادشاه تخیلی انگلیسی، ماگنوس، است که با نخست‌وزیر پروتئوس و کابینه‌اش که درصدد سلب نفوذ سیاسی او هستند، چانه‌زنی کرده و در نهایت، بر آنها پیروز می‌شود.
این نمایش در دسامبر 1928 تکمیل شد و اولین بار در ژوئن سال بعد در ورشو به زبان لهستانی اجرا شد. اولین اجرای انگلیسی آن در اولین جشنواره درام مالورن در اوت 1929 بود. شاو شخصیت مگنوس‌شاه را تا حد زیادی بر اساس خودش پرداخت. او شخصیت مرموز و محوری ارینتیا، معشوقۀ پادشاه، را از روی خانم پاتریک کمپبل، بازیگری که نقش الیزا دولیتل را در پیگمالیون شاو بازی کرده بود، خلق کرد.

## شخصیت‌ها
- سم‌پرونیوس منشی خصوصی پادشاه
- پامفیلیوس منشی خصوصی پادشاه
- بیلی بوئرنجیز وزیر بازرگانی
- مگنوس‌شاه
- اورینتیا: معشوقه‌ی شاه
- آلیس: پرنسس
- نخست‌وزیر جو پروتئوس
- پلینی: وزیر خزانه
- نیکوبار: وزیر خارجه
- کراسوس: وزیر مستعمرات
- بالبوس: وزیر کشور
- آماندا پاستل‌وایت: رئیس کل پست
- لیسیستراتا: وزیر نیرو
- وانهاتن: سفیر آمریکا
- ملکه جمیما

## اجرا بر صحنه
در سال تاجگذاری یعنی 1953 این نمایش به روی صحنه رفت که در آن، نمایشنامه‌نویس انگلیسی، نوئل کوارد، در نقش ماگنوس‌شاه و مارگارت لیتون در نقش اورینتیا بازی کردند. این اجرا مخصوصاً برای بازی کوارد خاطره‌انگیز بود. او می‌توانست کاملاً بی‌حرکت و کاملاً ساکت بایستد و همچنان تمام چشم‌های حضار به او باشد. 
دیگر اجرای مهم نمایش، اجرای سال 1965 است به کارگردانی پیتر دیوز با بازی ماریوس گورینگ در نقش ماگنوس‌شاه و باربارا موری در نقش اورینتیا در تئاتر هنر کمبریج ، خانه اپرا، منچستر ، تئاتر نیو ویمبلدون ، تئاتر رویال، برایتون و هیپودروم گلدرز گرین روی صحنه رفت.
اجرای دیگر محصول 1985-1986 به کارگردانی وال می است که با بازی پیتر اوتول در نقش مگنوس‌شاه، سوزانا یورک در نقش اورینتیا و ماریوس گورینگ در نقش نیکوبار در تئاتر رویال، حمام و تئاتر رویال های مارکت  به روی صحنه رفت.

## اقتباس
کاسه‌کوزه به‌عنوان بخشی از نمایش ماه شبکۀ بی بی سی در سال 1975 ارائه شد.  نایجل داونپورت در نقش ماگنوس‌شاه و هلن میرن در نقش اورینتیا بازی کردند. 
بی‌بی‌سی این نمایش را برای رادیو نیز اقتباس کرد که توسط ایان کوتریل کارگردانی شد و پیتر بارکورت در نقش ماگنوس‌شاه، پرونلا اسکیلز در نقش اورینتیا، نایجل استاک در نقش پروتئوس، سونیا فریزر در نقش ملکه جمیما و الیزابت اسپریگز در نقش لیسیستراتا بازی کردند و متعاقباً از بی‌بی‌سی بازپخش شدند.